# Конти, Елена
Елена Конти (Elena Conti; род. 14 февраля 1967, Варезе, Ломбардия) — итальянский биохимик и структурный биолог, специалист по РНК. Доктор философии (1996), профессор, член Леопольдины (2009) и академии деи Линчеи, иностранный член Лондонского королевского общества (2021) и НАН США (2025). С 2006 года первая женщина-директор Max Planck Institute of Biochemistry и также с 2007 года почётный профессор Мюнхенского университета. Лауреат Louis-Jeantet Prize for Medicine (2014) и др. отличий.
Окончила Павийский университет со степенью по химии, где училась в 1986—1991 гг. В 1992—1996 гг. занималась биофизикой в Имперском колледже Лондона для получения степени доктора философии, получила ее на кафедре физических наук. В 1997—1999 гг. постдок в Рокфеллеровском университете у John Kuriyan. В 1999—2007 гг. групп-лидер в EMBL в Гейдельберге, завела свою исследовательскую группу. С 2006 года директор и научный член Max Planck Institute of Biochemistry, ныне директор там департамента структурной клеточной биологии. Также с 2007 года почётный профессор Мюнхенского университета. Член EMBO (2009) и Academia Europaea (2014).

## Награды
- European Life Scientist Organization (ELSO) Early Career Award (2005)[12]
- Премия имени Лейбница (2008, совместно с Elisa Izaurralde[англ.][7])
- Hans Krebs Medal[англ.] (2011)
- Louis-Jeantet Prize for Medicine[англ.] (2014)
- Theodor Bücher Medal, FEBS (2016)
- Schleiden Medal[англ.] (2019)
- Премия Фельтринелли (2019)
- Премия Грегори Аминоффа (2022)
- Hans Neurath Award (2023)
- NOMIS Distinguished Scientist and Scholar Award (2024)[10]